# Campo de trabajo de Venta de Araoz

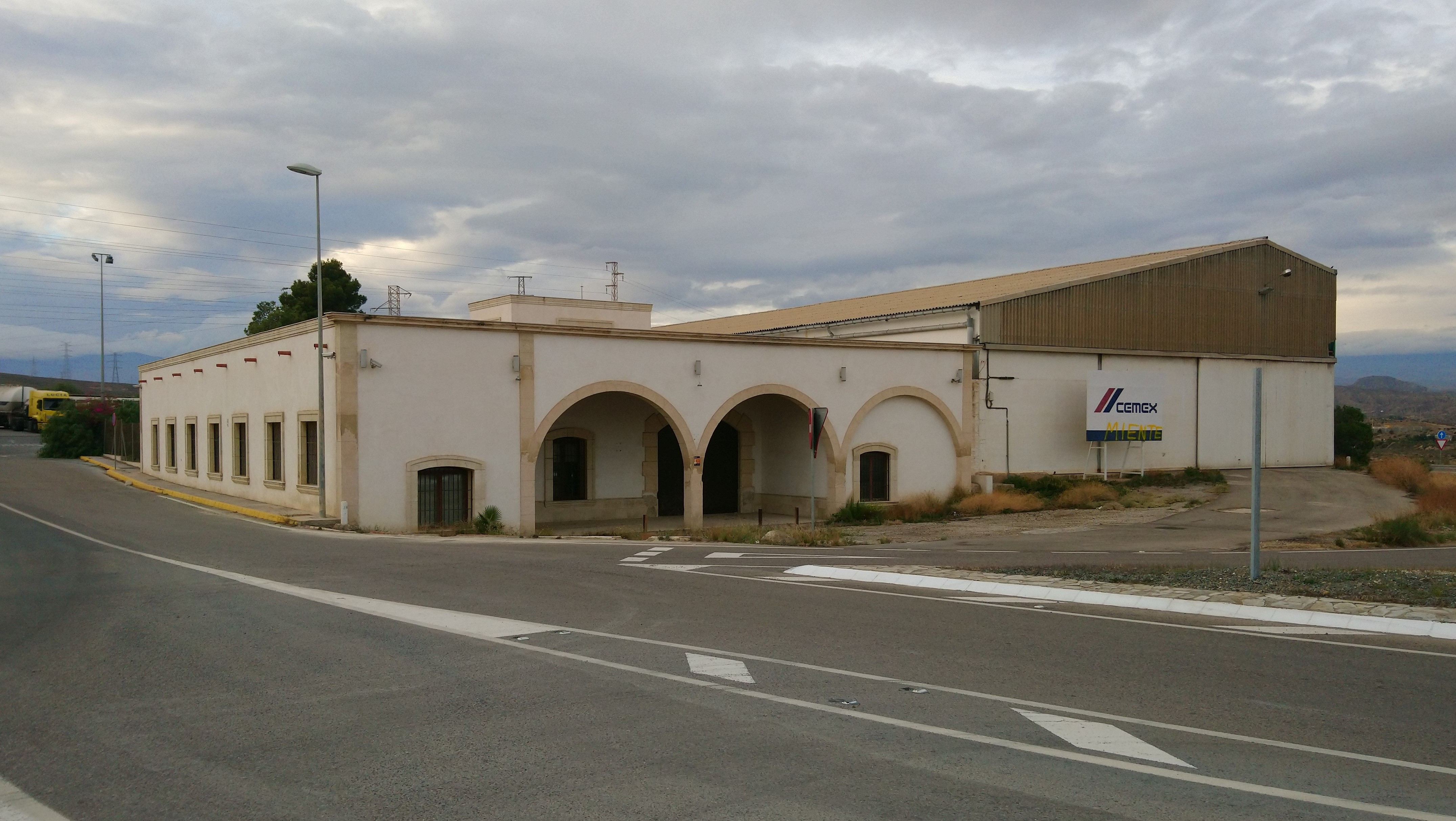
Venta de Araoz. Este edificio, hoy reformado, era la base de operaciones del campo de trabajo.

El campo de trabajo de Venta de Araoz es un desaparecido establecimiento penitenciario ubicado en los municipios almeriense de Benahadux y Gádor, en España. El registro escrito se puede encontrar en el documento PS-MADRID,1131,7 del Centro Documental de la Memoria Histórica.

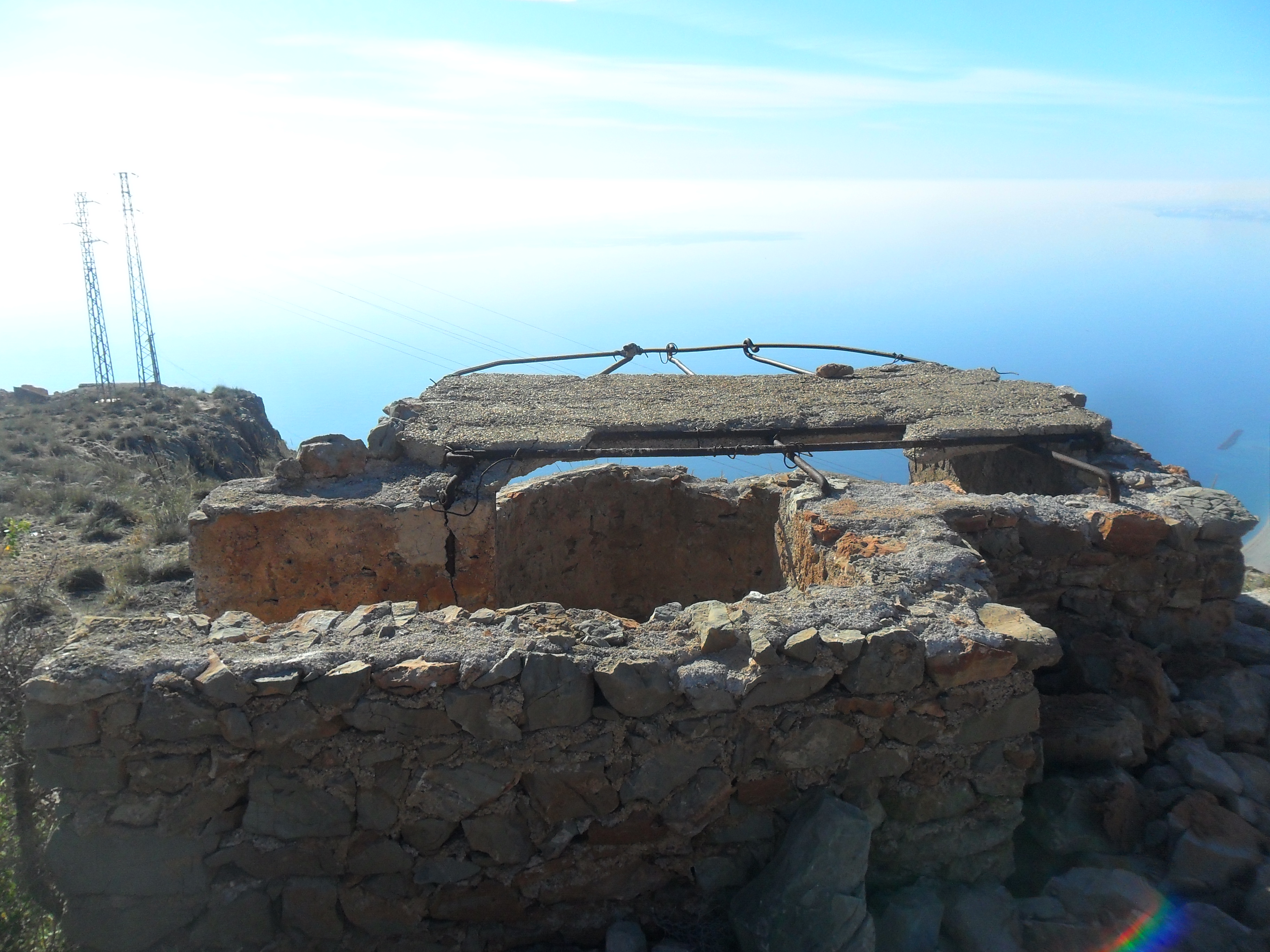
Batería de defensa sobre los acantilados de Aguadulce, construida por internos del Campo de Araoz.

Fue creado hacia 1937 como método de castigo por la aplicación de la Ley de Vagos y Maleantes, en el seno de la Segunda República Española, tuvo una relevancia mucho menor que la de otros campos de trabajo, como el de Albatera, al que se acabarían trasladando muchos de sus internos. Hacia mayo del mismo año recibió un grupo de 210 prisioneros de guerra, siendo cifrada en 350 su capacidad máxima. El origen de sus internos era principalmente español, pero también hubo presos italianos y árabes. Fue gestionado directamente por el Ministerio de Justicia de España. Su construcción fue necesaria debido a la poca capacidad de los dos buques que se usaron en el puerto de Almería como prisión, los Capitán Segarra y Astoy Mendi. Los trabajos desarrollados por los presos fueron principalmente la construcción de una serie de trincheras que rodeaban la ciudad de Almería como protección frente a un posible ataque por tierra de tropas franquistas. También se tiene constancia de que sus internos fueron trasladados a los alrededores de Aguadulce, a una finca incautada a la familia de la madre de Máximo Cuervo Radigales, para construir un sistema defensivo con búnkeres y ametralladoras sobre los acantilados.
No existen datos de su fecha de cierre, ni hay constancia de que se mantuviera en funcionamiento después de terminar la Guerra Civil Española, si bien existen referencias que mantienen que alguno de sus empleados permaneció en el puesto hasta entrado el año 1939.